# Domingos Lobo
Domingos Lobo (Nagozela, freguesia de Santa Comba Dão, 1 de Novembro de 1946) é um escritor português. 

Em 1982 recebeu o Prémio de Melhor Encenador do Festival de Teatro de Lisboa.
Em Abril de 2018 foi-lhe atribuída, pela Câmara Municipal de Benavente, a Medalha de Mérito Cultural (grau Prata), por "ter engrandecido e valorizado a ação cultural no Município de Benavente".
Tem, na vila de Salvaterra de Magos, uma rua com o seu nome.

## Obras
Tem publicados os livros: 
- Os Navios Negreiros Não Sobem o Cuando, Editora Vega, 1993-1ª. edição, 2005-2ª. edição - Prémio de Ficção Cidade de Torres Vedras;
- "Pés Nus na Água Fria", romance, Editora Vega 1997;2ª. edição, Editora Página a Página/2011
- "Voos de Pássaro Cego", poesia, Editora Vega 1998;
- "As Máscaras Sobre o Fogo", romance, Editora Vega 2000;
- "As Mãos Nos Labirintos", poesia,  Editora Sete Caminhos, 2003;
- "Desconstrutor de Neblinas", textos de Leitura Crítica, Editora Comos 2004;
- "As Lágrimas dos Vivos", contos, Editora Vega, 2005.
- "Exaltação do Prazer" Antologia de Poesia Portuguesa Erótica, Burlesca e Satírica do Século XVIII - Vega/2007
- "Território Inimigo" - contos - Ed. Cosmos/2009
- "Cenas de Um Terramoto" - Teatro - Editora Fonte da Palavra/2010
- "Não Deixes que a Noite se Apague" - Prémio Nacional de Teatro Bernardo Santareno/2009 - Editora Cosmos/2009
- "Para Guardar o Fogo" (Poesia) - Prémio Literário de Almada/2009 - Edições Página a Página/2010
- "Lisboa, Modos de Habitar" (poesia) - Editora Althum/2014
- "Largo da Mutamba" (contos) - Prémio Literário Alves Redol/2013 - Edição Nova Vega/2015
- "Não Deixes que a Noite se Apague" - Teatro - Prémio Nacional de Teatro Bernardo Santareno/2009 - Edição Cosmos/2010
- "A Pele das Sombras" - Poesia - Ed. Fonte da Palavra/2011

. Palavras que Respiram - 30 olhares sobre a literatura portuguesa Crítica literária) - Edição Página a Página/2016
. Os Dias Desarmados - Poesia - Edição Página a Página/2018
. A Fome dos Corvos e Outros Pretextos Teatrais, edição Página a Página/2020
. O Rosto em Ruínas - Poesia, edição Modocromia/2020
. Quotidianos e Outras Noites - Poesia, edição da Associação de Jornalistas e Homens de Letras do Porto/2020
Tem crítica literária publicada nas revistas e jornais: "Vértice", "Seara Nova", "Escritor","Jornal do Brasil", "EntreLetras", "Foro das Letras", "Revista Alentejo" e "As Artes Entre as Letras", Revista "Nova Síntese" e "Esteiro". 
Dirigiu os Grupos de Teatro: - Gato - Grupo de Acção Teatral de Oeiras (1971 a 1982), ao qual foi atribuída, pelo Município de Oeiras, a Medalha de Mérito Cultural; "SobreTábuas - Grupo de Teatro de Benavente" (1996/2015).